# Dexia major
Dexia major är en tvåvingeart som först beskrevs av Malloch 1935.  Dexia major ingår i släktet Dexia och familjen parasitflugor. Inga underarter finns listade i Catalogue of Life.